# Nullosetigera aequalis
Nullosetigera aequalis is een eenoogkreeftjessoort uit de familie van de Nullosetigeridae. De wetenschappelijke naam van de soort is voor het eerst geldig gepubliceerd in 1920 door Georg Ossian Sars als Phyllopus aequalis.
Soh et al. vervingen in 1999 de geslachtsnaam Phyllopus G.S. Brady, 1883 door het nomen novum Nullosetigera, omdat de naam Phyllopus in 1815 al door Constantine Samuel Rafinesque-Schmaltz was gebruikt voor een geslacht van kreeftachtigen. Phyllopus Rafinesque, 1815 wordt nu beschouwd als een junior synoniem van  Triops, maar de naam is niet meer beschikbaar voor een ander taxon.